# سامي محمد هارون
سامي محمد هارون من قارئي القرآن الكريم ومن أئمة المساجد في المملكة العربية السعودية ، يعمل مدرس بالجمعية الخيرية التي تتابع المدينة المنورة، بالإضافة لإمامة جامع المغير الواقع في حي العوالي في المدينة المنورة.

## وصلات خارجية
- مصحف الشيخ سامي محمد هارون في موقع طريق الصالحين
- مصحف الشيخ سامي محمد هارون في موقع نداء الايمان